# Nové Sedlo (Sokolovi járás)
Nové Sedlo település Csehországban, a Sokolovi járásban. Nové Sedlo Staré Sedlo, Hory, Mírová, Vintířov, Královské Poříčí, Loket és Chodov településekkel határos. Lakosainak száma 2557 fő (2024. január 1.).

## Népesség
A település lakosságának változását az alábbi diagram mutatja:
| Lakosok száma | 1212 | 5363 | 7697 | 4561 | 2834 | 2639 | 2576 | 2599 | 2554 | 2557 |
|               | 1869 | 1890 | 1921 | 1950 | 1980 | 2001 | 2017 | 2019 | 2022 | 2024 |